# Limuzină

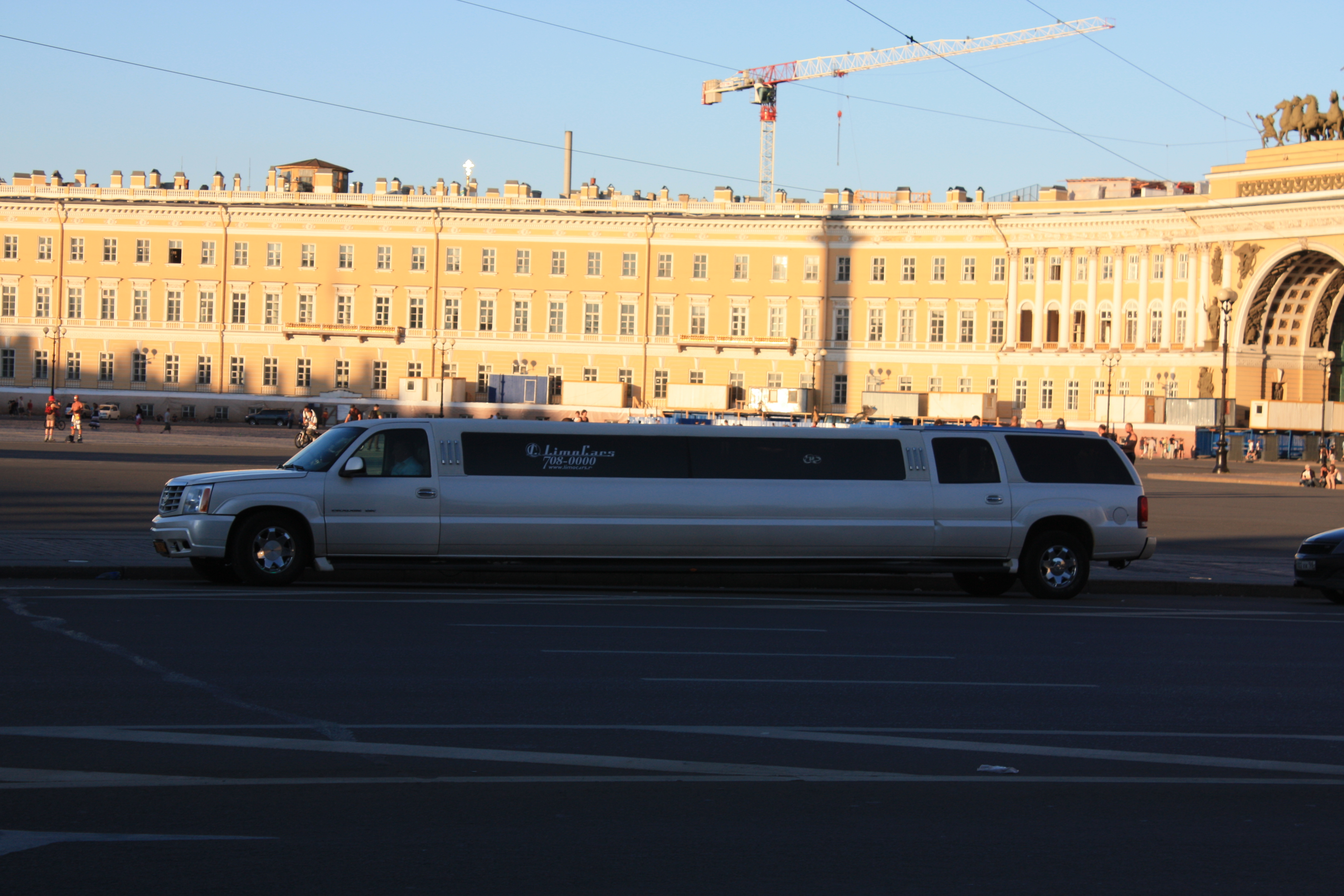
O limuzină Stretch obţinută prin lungirea autoturismului Cadillac DTS

Limuzina este un automobil închis, care are o caroserie cu 2 sau 3 volume, de dimensiuni mai mari, cu un confort interior deosebit.
Locul șoferului este separat de habitaclul pentru pasageri printr-un perete despărțitor, de regulă un paravan de sticlă.
Așa numitele "stretch limo", limuzine populare mai ales în America, se obțin prin alungirea sedanurilor de serie prin utilizarea unei părți centrale expansibile. În unele limuzine sunt integrate și extravaganțe precum jacuzzi și bar.